# When You Believe
Singles par Mariah Carey
Sweetheart
(1998) I Still Believe
(1999)
Singles par Whitney Houston
My Heart Is Calling
(1997) Heartbreak Hotel
(1998)
When You Believe est une chanson des artistes américaines Mariah Carey et Whitney Houston. La chanson a été écrite et composée par Stephen Schwartz de DreamWorks pour la bande originale The Prince of Egypt. Une autre version de When You Believe sort en single et est produite par Babyface pour la bande originale. De plus, la chanson est incluse dans le quatrième album studio de Houston, My Love Is Your Love et la première compilation de Carey, #1's. La chanson gospel est décrite comme une grande ballade avec des paroles éloquentes et charismatiques qui décrivent l'habileté de chaque personne à faire des miracles lorsqu'ils croient Dieu.
La chanson reçoit des avis mitigés de la part des critiques. When You Believe ne connaît pas un énorme succès aux États-Unis car elle n'atteint que la quinzième place du Billboard Hot 100 malgré la forte attention médiatique et promotion. Cependant, elle connaît un immense succès en Europe et dans le monde en atteignant le top 5 en Belgique, Espagne, France, Italie, Norvège, Pays-Bas, Royaume-Uni, Suède et Suisse. Grâce aux ventes en Europe et aux États-Unis, la chanson reçoit beaucoup de certifications.
When You Believe reçoit l'Oscar de la meilleure chanson originale lors de la 71e cérémonie des Oscars le 21 mars 1999. Avant d'interpréter la chanson cette nuit-là, Schwartz retire le nom de Babyface sur la nomination. Il fait cela car les ajouts de Babyface n'apparaissent pas dans la version du film. Cependant, si Babyface ne reçoit pas d'Oscar, Carey et Houston interprètent sa version, car elles se sentent plus familières avec celle-ci qu'avec celle du film. Avant la cérémonie des Oscars, elles reprennent la chanson le 26 novembre 1998 lors du The Oprah Winfrey Show pour promouvoir la chanson et leurs deux albums.
La chanson a deux clips différents. La première est tournée au Brooklyn Academy of Music. La vidéo présente deux femmes et commence avec Houston et Carey qui chantent dans une grande salle, qui donne l'impression d'être en concert. Vers la fin de la vidéo, plusieurs scènes du film sont projetées sur un large écran tandis qu'elles chantent le dernier couplet. L'autre clip a un synopsis similaire mais les deux chanteuses chantent sur une grande scène devant une pyramide d'Égypte. La différence est qu'il n'y a aucune projection de scènes du film ni de public.

## Genèse et enregistrement
« C'est une sorte de chanson à message. C'est sur Le Prince d'Égypte, Moïse. Si nous étions venus ensemble sur le tournage, cela aurait été la meilleure solution, et la chose la plus cool pour moi après tous les films et tout le monde pensait que nous étions rivales, elle était juste cool et nous avions passé du bon temps en studio. Nous nous sommes amusées. Et c'était aussi une belle expérience... et le diva-isme bien sûr ».
Lorsque Carey fait sa première compilation, #1's, When You Believe est ajoutée à la liste. Selon Carey, la chanson est ajoutée car elle pense que c'est « un miracle » que Houston et elle collaborent sur un disque. Durant le développement de All That Glitters (le film sur lequel elle travaillait à l'époque connu plus tard sous le nom Glitter, elle est présentée au producteur Jeffrey Katzenberg de DreamWorks Records qui lui demande si elle veut enregistrer When You Believe pour la bande originale du film Le Prince d'Égypte. De l'autre côté, Houston est présentée par Kenneth "Babyface" Edmonds qui a collaboré avec elle sur l'album My Love Is Your Love. Après avoir vu le film séparément, elles sont d'accord pour participer au projet.
La chanson est écrite par Stephen Schwartz et Babyface, qui ont aussi produit la chanson. Babyface a déjà travaillé avec Carey sur les albums Music Box (1993) et Daydream (1995). Babyface explique comment il s'est acharné sur une version de la chanson et dit que c'est une belle musique de film, quelque chose de différent que Carey ou Houston a déjà enregistré. Lors d'une interview avec Vibe, Carey dit qu'elle « aime la façon dont elle est faite ». Elle la caractérise par « une très grande ballade mais très inspiratrice » et dément les rumeurs comme quoi il y aurait eu des rivalités entre elle et Houston avant l'enregistrement: « Je ne lui avais jamais parlé avant cela. Il n'y a jamais eu de problèmes entre nous. Les médias en ont fait une rumeur ». Lors d'une interview avec Ebony, Houston parle de sa relation avec Carey :

« J'ai beaucoup aimé travailler avec elle. Mariah et moi avons été géniales. Nous n'avions jamais parlé, ni chanté ensemble auparavant. Nous avions juste le même sens de la camaraderie, chanteur envers chanteur, artiste envers artiste, c'est la moindre des choses. Nous avons ri, parlé, ri, parlé et chanté... C'est bon de savoir que deux dames de la soul peuvent être amies. Nous avons parlé de choses et d'autres, ce qui est cool, car elle est une bonne fille vive. C'est une dame élégante. J'aime vraiment Mariah. »

Alors que le duo continue à exprimer des sentiments positifs l'une envers l'autre, les médias commencent à dire le contraire. Ils disent qu'elles ne peuvent pas se supporter, et qu'elles ont dû enregistrer la chanson séparément à cause des tensions. Tandis que les rumeurs des médias s'intensifient au fur et à mesure que la sortie du film approche, elles continuent à dire qu'elles sont amies et qu'elles se disent beaucoup de compliments entre elles. Au début, Schwartz fait une version pour le film qui doit être interprétée par Tzipporah (Sally Dworsky). Son instrumentation est différente de l'originale car on entend une chorale d'enfants et des paroles en hébreu. Cependant, pour qu'elle soit plus pop, Babyface change l'instrumentation et change la chorale d'enfants par une gospel. Sa version est considérée comme plus commerciale et pourrait que la chanson « aide à voir le film ». La version originale de Schwartz est appelée When You Believe tandis que celle de Babyface s'appelle The Prince of Egypt (When You Believe).

## Paroles
When You Believe est présente dans le film, Le Prince d'Égypte, durant la libération du peuple Hébreu. En raison du lien entre le film, la Bible et Dieu, la chanson présente un message similaire. Les protagonistes de cette ballade se rappellent combien de fois ils se sont posé des questions sur leur foi : ils ont prié pendant plusieurs nuits pour Dieu mais ces prières ne leur apportent rien et ils se demandent alors s'ils ne perdent pas leur temps. Cependant, ils réalisent que même si certains moments peuvent être difficiles, « il peut y avoir des miracles si l'on croit » en Dieu. Houston avait l'habitude chanter dans une chorale quand elle était jeune tandis que Carey a toujours combiné foi et musique lors de moments difficiles. Cela est une des raisons pour lesquelles les deux chanteuses s'intéressent au projet car elles estiment que croire en Dieu est un aspect honorable et important de leur carrière. Tout en décrivant les paroles et le message, Houston dit à Ebony :

« Une ballade puissante ; Stephen Schwartz est un génie. Vous devez être un enfant de Dieu pour comprendre la profondeur de cette chanson. Mariah et moi l'avons ressentie. Nous nous sommes connectées à cette chanson grâce à notre vie privée. Que puis-je dire ? Juste une belle chanson. Quelles paroles ! Je ne peux pas en parler. Écoutez-là juste. »

## Structure musicale
When You Believe est une ballade lente qui mélange les styles pop et RnB contemporain. Les couplets de Carey et Houston sont composés dans des tonalités différentes, musicalement et vocalement. Durant le pont et le refrain, des choristes gospel rejoignent la chanson et donnent un « son superposé » tandis que les voix de Carey et Houston s'entremêlent dans le pont. Après avoir écrit When You Believe, Babyface ajoute quelques instruments et un pont final. La chanson a une mesure commune 4/4 Les couplets de Houston sont dans la tonalité de Si mineur et présentent une progression d'accords La, Sol1 Sa gamme vocale est comprise entre Fa3 et Fa5. Les couplets sont dans la tonalité de Mi mineur et ont la même mesure. Sa gamme vocale s'étend des notes Sol3 à Sol6 et couvre deux octaves de plus que Houston Steve Jones de USA Today trouve que la ballade est « un grand duo » et pense que la chanson est capable de satisfaire tout type de personne et « tous les genres ».

## Accueil
When You Believe reçoit une critique moyenne de David Browne d'Entertainment Weekly. Il donne la note C- et écrit que « la chanson a trop de sève, les érables vont être jaloux ». Il trouve l'aspect religieux de la chanson « insipide » et son message charismatique forcé et générique. La chanson connaît un succès moyen aux États-Unis malgré les prestations au The Oprah Winfrey Show et à la 71e cérémonie des Oscars. Elle atteint à la quinzième place du Hot 100 et la troisième du Adult Contemoporary Chart. Le 24 mars 1999, la chanson est certifiée disque d'or par la Recording Industry Association of America (RIAA) pour la vente de 500 000 exemplaires. Au Canada, la chanson débute à la 66e place du classement de RPM le 7 décembre 1998 et atteint la vingtième place du classement le 25 janvier 1999. Elle est présente dans le classement pendant dix semaines.

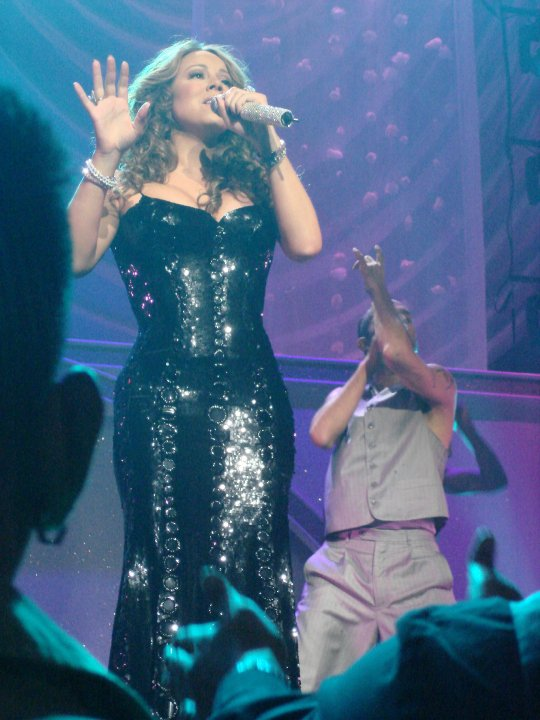
Carey en concert à Las Vegas en 2009.

Elle rencontre un succès moyen en Australie. Elle débute à la 25e place du hit-parade dans la semaine du 6 décembre 1998. Elle reste dans le classement pendant quatorze semaines et est certifiée disque d'or par l'Australian Recording Industry Association (ARIA) pour la vente de 35 000 exemplaires,. En Nouvelle-Zélande, elle arrive en huitième position et passe neuf semaines dans le classement. When You Believe rencontre beaucoup de succès en Europe. En Belgique, elle atteint la cinquième place du classement flamand et la quatrième du classement wallon,. Lors de la semaine du 5 décembre 1998, When You Believe entre à la 54e place du classement néerlandais. La chanson reste dans le hit-parade pendant 21 semaines et arrive en quatrième position. En raison de ses fortes ventes, elle entre à la dixième place du classement finnois mais ne reste qu'une semaine dans le classement. En France, elle entre à la quatrième place le 5 décembre 1998 et atteint la cinquième place. Après avoir passé vingt semaines dans le classement, elle est certifiée disque d'or par le Syndicat national de l'édition phonographique (SNEP). En Allemagne, elle arrive en huitième position du hit-parade et est certifiée disque d'or pour la vente de 250 000 exemplaires,. La chanson arrive septième en Irlande et passe onze semaines dans le classement.
En Norvège, When You Believe entre en troisième position puis atteint la deuxième et passe trois semaines consécutives à cette position. Elle est certifiée disque de platine par l'International Federation of the Phonographic Industry (IFPI) et passe quinze semaines dans le classement,. La chanson arrive à la deuxième place en Suède et en Suisse, passant vingt et 24 semaines dans le hit-parade,. Elle est certifiée disque de platine en Suède et disque d'or en Suisse,. When You Believe a beaucoup de succès au Royaume-Uni. Elle arrive quatrième pendant la semaine du 19 décembre 1998 et passe quatorze semaines dans le classement. En 2008, elle s'était vendue à 260 000 exemplaires.

## Clips
Le clip du single est tourné au Brooklyn Academy of Music fin 1998. La vidéo commence avec Whitney Houston qui entre sur une petite scène et commence à chanter le premier couplet. Quand elle termine, Mariah Carey apparaît et interprète le refrain et le pont. La vidéo est tournée dans un studio noir accentué de décors égyptiens et d'un écran diffusant des scènes du film. Un public lève les mains pour imiter un concert et applaudissent les chanteuses. Parfois, on peut voir des scènes privées de Carey et Houston et parfois des scènes finales du film, lors de la séparation de la Mer Rouge. La vidéo se termine alors que le studio s'illumine et les deux chanteuses sont rejointes par une chorale. Alors qu'elles terminent la chanson, elles reçoivent l'ovation du public et quittent le studio en marchant côte à côte. Dans le clip, Carey et Houston ont une robe de soirée alors que Carey a les cheveux longs et Houston les cheveux courts.
Le deuxième clip présente un concept similaire, où Houston commence à chanter au milieu d'une scène. Après avoir fini le couplet, Carey arrive par le fond et rejoint Houston. Elles continuent à chanter en se tenant la main. Après avoir terminé la chanson, elles quittent la scène ensemble comme dans la première vidéo, imitant deux amies qui passent du bon temps ensemble. Les deux vidéos sont très similaires à l'exception du public qui ne fait pas son apparition dans la deuxième. Dans celle-ci, Houston porte une robe de soirée marron avec les cheveux courts. Carey a les cheveux longs bouclés et une robe de soirée olive.

## Interprétations scéniques

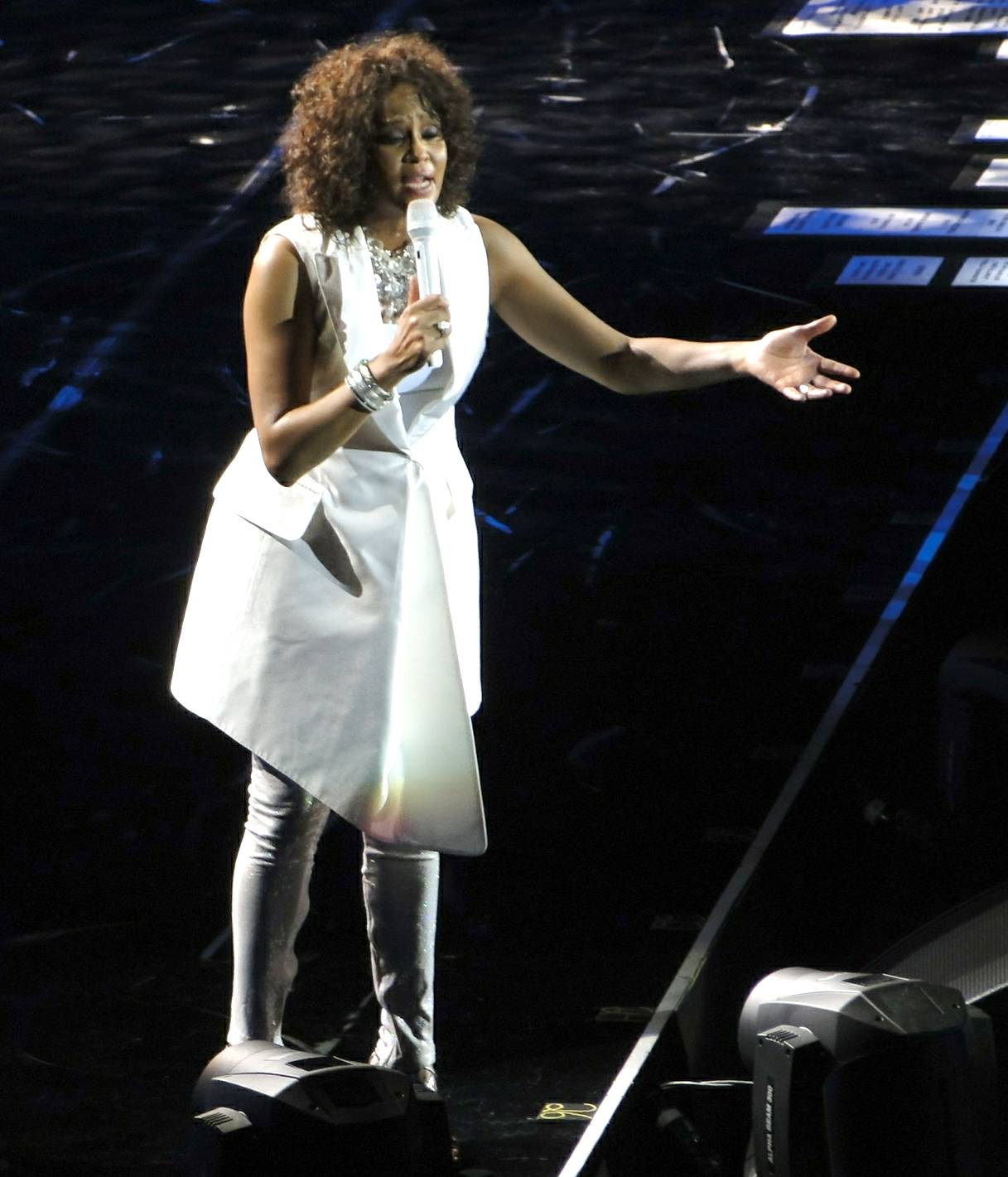
Houston en concert à Londres.

Le duo interprète la chanson à The Oprah Winfrey Show le 26 novembre 1998. Carey et Houston chantent aussi leurs propres chansons pour promouvoir leurs albums : I Still Believe pour Carey et I Learned from the Best pour Houston. Elles chantent la chanson lors de la 71e cérémonie des Oscars le 21 mars 1999. Avant la cérémonie, elles ont dû répéter quelques jours pour cette soirée. Houston, cependant, était malade et a raté les répétitions. Ses excuses n'ont pas été prises au sérieux et les dirigeants l'ont pris pour une « foutaise ». Conti, l'arrangeur musical, trouve une jeune chanteuse pour remplacer Houston, Janis Uhley. Avant la prestation, Carey apparaît avec un haut blanc et un jean tandis que la chorégraphe Debbie Allen fait les chœurs. Alors qu'elles commencent la chanson, Carey oublie les paroles et s'arrête tandis qu'Uhley commence à chanter « dans le théâtral et l'enthousiasme ». Cette prestation n'est pas bien perçue par les directeurs qui la trouve « inappropriée et déconcertante ». Après avoir quitté la scène, ils choisissent une nouvelle date pour les répétitions qui pourrait convenir à Carey et Houston. La nuit suivante, après avoir commencé les répétitions, les chanteuses ont quelques problèmes pour interpréter la version du film. Après quelques heures d'entraînement et de confusion, elles trouvent un compromis ; elles pourront faire un mash-up de la version du film et du single, qui présente un pont en plus et une instrumentation différente. Pour la cérémonie, Carey et Houston portent une robe blanche qui symbolise « l'humilité et la simplicité ». À 17:55, Houston arrive sur scène et chante le premier couplet suivie de Carey. Vers la fin de la chanson, une chorale rejoint les chanteuses sur un grand échafaudage doré et portent des tuniques blanches. Après que la chanson a été nommée, Schwartz refuse de donner les crédits d'écriture à Babyface. Cependant, après avoir interprété la chanson, Carey et Houston ont dû interpréter la version du film car c'était celle qui était nommée. Les deux chanteuses ne sont pas habituées à l'arrangement original car elles ont interprété l'autre version tout au long de l'hiver. Conti décide d'entremêler les deux versions. Son idée devait les aider à découvrir l'autre arrangement et satisfaire l'assemblée.

## Crédits
Informations issues et adaptées du livret de My Love Is Your Love  (Arista, 1998) et du site discogs.
- Whitney Houston, Mariah Carey : interprètes principales
- Stephen Schwartz : auteur, compositeur
- Kenneth "Babyface" Edmonds : compositeur (musique additionnelle), producteur, claviers, programmations
- Greg Phillinganes : piano
- Nathan East : basse
- Ricky Lawson : batterie
- Michael Thompson : guitare
- Sheila E. : percussions
- Eric Rigler : flûte irlandaise, cornemuse irlandaise
- Krystal Wilson, Daryl Hawes, Dion Allen, J. Valentine, Joy Enriquez, Kenya Ivey, Kevon Edmonds, Lisa Ivey, Lynn Davis, Mark Kibble, Melvin Edmonds, Nathan Ivey, Nathan Walton, Peach, Shanice Wilson, Sharlotte Gibson, Syretha Smith, Tavia Ivey, Vearline Board : chœur
- Damon Thomas : direction du chœur
- Paul Boutin : enregistrement
- Brian Garten, Chuck Bailey Jr., John Nelson, John Sorenson, Luis Castillo, Tom Sweeney : ingénieurs du son assistants (enregistrement)
- Jon Gass : mixage
- E'lyk : ingénieur du son assistant (mixage)
- Ivy Skoff : coordinatrice
- Hans Zimmer : arrangement orchestral (1re session)
- Gavin Greenaway : chef d’orchestre (1re session)
- Sandy DeCrescent : contractor (orchestre, 1re session)
- Tim Boyle : enregistrement de l’orchestre (1re session)
- Bill Ross : arrangement orchestral et chef d'orchestre (2e session)
- Debbi Datz-Pyle : contractor (orchestre, 2e session)
- Don Murray : enregistrement de l’orchestre (2e session)

## Classements et certifications
| Pays                                 | Position | Certification |
| ------------------------------------ | -------- | ------------- |
| Allemagne                            | 8        | Or            |
| Australie                            | 13       | Or            |
| Autriche                             | 6        | –             |
| Belgique (Nl)                        | 5        | Platine       |
| Belgique (Fr)                        | 4        | Platine       |
| Canada                               | 20       | –             |
| Espagne                              | 2        | –             |
| Europe                               | 2        | –             |
| Finlande                             | 10       | –             |
| France                               | 5        | Or            |
| Irlande                              | 7        | –             |
| Italie                               | 5        | –             |
| Japon                                | 40       | –             |
| Norvège                              | 2        | Platine       |
| Nouvelle-Zélande                     | 8        | –             |
| Pays-Bas                             | 4        | –             |
| Royaume-Uni                          | 4        | –             |
| Suède                                | 2        | Platine       |
| Suisse                               | 2        | Platine       |
| États-Unis                           | 15       | Or            |
| États-Unis Adult Contemporary Tracks | 3        | Or            |
| États-Unis R&B/Hip-Hop Songs         | 33       | Or            |

| Pays          | Position | Année | Période   |
| ------------- | -------- | ----- | --------- |
| Australie     | 79       | 1998  | 1997-1998 |
| Belgique (NL) | 70       | 1998  | 1997-1998 |
| Belgique (Fr) | 57       | 1998  | 1997-1998 |
| France        | 86       | 1998  | 1997-1998 |
| Suède         | 42       | 1998  | 1997-1998 |
| Allemagne     | 47       | 1999  | 1998-1999 |
| Autriche      | 33       | 1999  | 1998-1999 |
| Belgique (Fr) | 58       | 1999  | 1998-1999 |
| France        | 64       | 1999  | 1998-1999 |
| Italie        | 29       | 1999  | 1998-1999 |
| Pays-Bas      | 34       | 1999  | 1998-1999 |
| Suède         | 32       | 1999  | 1998-1999 |
| Suisse        | 6        | 1999  | 1998-1999 |
| États-Unis    | 99       | 1999  | 1998-1999 |

## Reprise de Leon Jackson
Singles de Leon Jackson
Don't Call This Love
(2008)
When You Believe a été reprise par Leon Jackson, le gagnant de la saison 2007 de The X Factor. Le single est téléchargeable le 16 décembre, quelques heures après les résultats de la finale et le CD est disponible à partir du 19. Cela est inhabituel car la plupart des singles ont l'habitude de paraître le lundi pour atteindre le maximum de ventes le dimanche suivant pour le hit-parade britannique. Seuls les deux gagnants précédents n'ont pas respecté cette règle pour être le numéro un de Noël. Un clip de la chanson a été réalisé par les quatre finalistes : Jackson, Rhydian Roberts, Same Difference et Niki Evans. Seule la version du gagnant est diffusée.
La chanson finit l'année 2007 en étant numéro un et continue à l'être en 2008. Cependant, cette version reste sept semaines dans le top 40 même si elle est restée trois semaines en tête. Elle sort du Top 100 fin février.

### Versions
CD single
1. When You Believe – 4:16
2. Home – 2:34
3. Fly Me to the Moon – 2:25

### Clip
Le concept du clip, comme celui des gagnants précédents, est très simple : Jackson chante sur le devant de la scène tandis que paysages de campagne défilent derrière lui. Il y a aussi plusieurs coupures sur son parcours, de sa première audition au moment où il est sacré et interprète la chanson pour clore l'émission. Simon Cowell, Sharon Osbourne, Dannii Minogue, Louis Walsh, Dermot O'Leary et Rhydian Roberts sont présents dans le clip.

### Accueil commercial
Le 23 décembre 2007, la chanson débute en première position du hit-parade en se vendant à 275 000 exemplaires. Elle conserve cette position pendant trois semaines avant de descendre à la cinquième place la quatrième semaine puis la quinzième au bout de la cinquième. Elle reste également numéro un en Irlande pendant trois semaines.

### Classements
| Pays        | Position |
| ----------- | -------- |
| Europe      | 4        |
| Irlande     | 1        |
| Royaume-Uni | 1        |

| Pays        | Position | Année | Période   |
| ----------- | -------- | ----- | --------- |
| Irlande     | 12       | 2007  | 2006-2007 |
| Royaume-Uni | 4        | 2007  | 2006-2007 |

## Compléments